# Радченко, Клавдия Павловна
Клавдия Павловна Радченко (14 декабря 1925, Белая Церковь — 3 февраля 1997) — советская и украинская оперная певица (лирическое сопрано). Музыкальный педагог, профессор. Народная артистка Украинской ССР (1969).

## Биография
Вокальное образование получила в Киевской консерватории (1951—1956, класс М. Зубарева).
В 1958—1985 годах — солистка Киевского театра оперы и балета (ныне Национальная опера Украины).
Выступала также в концертах. Записала на грампластинки ряд украинских народных песен, в том числе, детских («Вийди, вийди, сонечко», «Ой єсть в лісі калина», «Прилетіла перепілонька» и др.), а также несколько арий из опер украинских композиторов (Данькевича, Вериковского).
В 1982—1997 года преподавала в Киевской консерватории (с 1994 — профессор).

## Избранные оперные партии
- Оксана («Запорожец за Дунаем» С. Гулака-Артемовского),
- Оксана («Рождественская ночь» Н. Лысенко),
- Галя («Назар Стодоля» К. Данькевич),
- Татьяна («Евгений Онегин» П. Чайковского),
- Бианка («Укрощение строптивой» В. Шебалина),
- Микаэла («Кармен» Ж. Бизе),
- Маргарита («Фауст» Ш. Гуно),
- Мими («Богема» Дж. Пуччини),
- Манон («Манон» Ж.Массне),
- Дездемона (Отелло (опера Верди)),
- Эвридика (Орфей и Эвридика (опера Глюка)).